# Comme des garçons (singel)
Comme des garçons – singel polskiego rapera Chivasa, promujący album studyjny, zatytułowany Nauczyłem się przeklinać. Singel został wydany 21 maja 2021.
Nagranie otrzymało w Polsce status złotego singla, przekraczając liczbę 25 tysięcy sprzedanych kopii.

## Geneza utworu i historia wydania
Utwór napisał i skomponował Krystian Gierakowski.
Singel ukazał się w formacie digital download 21 maja 2021 w Polsce za pośrednictwem wytwórni płytowej GUGU. Kompozycja została umieszczona na debiutanckim albumie studyjnym Chivasa – Nauczyłem się przeklinać.

## Teledysk
Do utworu powstał teledysk, który udostępniono w dniu premiery singla za pośrednictwem serwisu YouTube.

## Lista utworów
- Digital download[5]

1. „Comme des garçons” – 2:40

## Certyfikaty
| Kraj          | Certyfikat  | Sprzedaż |
| ------------- | ----------- | -------- |
| Polska (ZPAV) | złota płyta | 25 000+  |